# Боен кон
„Боен кон“ (на английски: War Horse) е британско-американски военен драматичен филм от 2011 г. на режисьора Стивън Спилбърг. Сценарият, написан от Лий Хол и Ричард Къртис, е базиран на едноименния роман от 1982 г. на Майкъл Морпурго.

## Актьорски състав
- Джеръми Ървайн – Албърт Наракот
- Емили Уотсън – Роуз Наракот
- Питър Мълан – Тед Наракот
- Нилс Ареструп – дядото
- Дейвид Тюлис – Лайънс
- Том Хидълстън – капитан Джеймс Никълс
- Бенедикт Къмбърбач – майор Джейми Стюарт
- Селин Бъкенс – Емили
- Тоби Кебел – Колин
- Хинерк Шьонеман – Петер
- Патрик Кенеди – лейтенант Чарли Уейвърли
- Леонард Каров – редник Михаел Шрьодер
- Дейвид Крос – редник Гунтер Шрьодер
- Мат Милн – Андрю Ийстън
- Робърт Емс – Дейвид Лайънс
- Еди Марсан – серажант Фрай
- Джеф Бел – серажант Сам Пъркинс
- Райнер Бок – Бранд
- Николас Бро – Фридрих
- Лиъм Кънингам – военен лекар

## Награди и номинации
| Категория                              | Номиниран(и)                          | Резултат                    |
| Оскар (26 февруари 2012 г.)            | Оскар (26 февруари 2012 г.)           | Оскар (26 февруари 2012 г.) |
| -------------------------------------- | ------------------------------------- | --------------------------- |
| Най-добър филм                         | Най-добър филм                        | номинация                   |
| Най-добри декори                       | Най-добри декори                      | номинация                   |
| Най-добър звук                         | Най-добър звук                        | номинация                   |
| Най-добър звуков монтаж                | Най-добър звуков монтаж               | номинация                   |
| Най-добра кинематография               | Януш Камински                         | номинация                   |
| Най-добра филмова музика               | Джон Уилямс                           | номинация                   |
| Награда на БАФТА (12 февруари 2012 г.) |                                       |                             |
| Най-добри декори                       | Най-добри декори                      | номинация                   |
| Най-добър звук                         | Най-добър звук                        | номинация                   |
| Най-добри специални визуални ефекти    | Най-добри специални визуални ефекти   | номинация                   |
| Най-добра кинематография               | Януш Камински                         | номинация                   |
| Най-добра филмова музика               | Джон Уилямс                           | номинация                   |
| Златен глобус (15 януари 2012 г.)      |                                       |                             |
| Най-добър филм – драма                 | Най-добър филм – драма                | номинация                   |
| Най-добра филмова музика               | Джон Уилямс                           | номинация                   |
| Сателит (18 декември 2011 г.)          |                                       |                             |
| Най-добра кинематография               | Януш Камински                         | награда                     |
| Най-добър филм                         | Най-добър филм                        | номинация                   |
| Най-добър звук                         | Най-добър звук                        | номинация                   |
| Най-добри визуални ефекти              | Най-добри визуални ефекти             | номинация                   |
| Най-добър режисьор                     | Стивън Спилбърг                       | номинация                   |
| Най-добър адаптиран сценарий           | Лий Хол и Ричард Къртис               | номинация                   |
| Най-добър филмов монтаж                | Майкъл Кан                            | номинация                   |
| Най-добра филмова музика               | Джон Уилямс                           | номинация                   |
| Сатурн (26 юли 2012 г.)                |                                       |                             |
| Най-добър екшън или приключенски филм  | Най-добър екшън или приключенски филм | номинация                   |
| Най-добра музика                       | Джон Уилямс                           | номинация                   |
| Емпайър (25 март 2012 г.)              |                                       |                             |
| Най-добър режисьор                     | Стивън Спилбърг                       | номинация                   |
| Най-добър мъжки дебют                  | Джеръми Ървайн                        | номинация                   |
| Най-добър женски дебют                 | Селин Бъкенс                          | номинация                   |